# 미사와노쓰보네
미사와노츠보네(일본어: 三沢局 みさわのつぼね[*], 게이초 16년 (1611년) - 메이레키 2년 3월 30일 (1656년 4월 24일))는 오미 코무로번 번주 코보리 마사카즈의 측실로, 에도 막부 4대 쇼군 도쿠가와 이에츠나의 유모이다. 이름은 시게코(茂子)이다.

## 생애
미사와 타메아키라의 딸이다. 다인(茶人) 다이묘로 유명한 코보리 마사카즈의 측실이 되어, 간에이 18년 (1641년)에 5남 마사사다를 낳았다. 같은 해 도쿠가와 이에미츠에게 적남 이에츠나 (아명 타케치요)가 태어났기 때문에, 카스가노츠보네의 천거에 의해 이에츠나의 유모가 되었다. 게이안 3년 (1650년) 9월에 이에츠나가 쇼군 후계자가 됨에 따라, 니시노마루 고텐으로 옮겼고, 이듬해 4년에 이에츠나나가 4대 쇼군에 취임하자 오토시요리로 승진하여, 혼마루 고텐으로 옮겼다. 미사와노츠보네라 칭하며 현미 50석, 월봉 10구를 하사받았으며, 같은 이에츠나의 유모인 야지마노츠보네, 카와사키 (신겐인)와 함께 오오쿠에서 한 권력을 행했다.
「御府内備考続編」에는 『大樹十六歳の御としまで猶片時も御側をはなれ奉らす給仕奉公志給』이라고 있어, 오랫동안 이에츠나를 섬겼으나, 메이레키 2년 (1656년) 3월 30일에 병으로 사망했다. 만지 원년 (1658년), 미사와노츠보네의 생전 소원에 따라 후카가와 (도쿄도 코토구)에 죠신지가 개기되었다. 미사와노츠보네는 이 절에 묻혀, 계명을 浄心院殿妙秀日求大姉이라 했다.
또한, 미사와노츠보네의 오빠 미사와 소자에몬 노부마사는 츠보네가 사망한 해 12월에 불려와, 5백 섬을 받았다.